# Харківський ліцей № 116
Харківський ліцей № 116 (колишні назви: Середня школа 116, НВК № 116, Харківська гімназія № 116) — навчальний заклад початкової, загальної й середньої освіти міста Харкова. Її чотириповерхова будівля розташована недалеко від Держпрому на межі з Шатилівкою, на розі вулиць Культури та Шатилівської. Сусідня будівля — Будинок «Слово».
Профільне навчання в ліцеї представлено біологічним, біо-географічним та правовим напрямками.

## Історія
Середню школу було відкрито 1938 року в приміщенні нинішньої 105-ї школи (вул. Данилевського, 36). Перших учнів було випущено 1941 року, атестати тоді отримало 65 випускників. Більшість із них на чолі з директором Ходорковським М. Я. пішли на фронт. Під час війни сформовано партизанський загін «Ланка відважних». У перші післявоєнні роки середня школа № 116 була жіночою й розміщувалася на проспекті Правди, 5 (на першому поверсі, оскільки під час війни місто було сильно зруйновано). Пізніше, 1955 року, школа стала змішаною.
Теперішню будівлю було створено 1956 року спеціально для школи за типовим проєктом 2-02-27. З 1950-х років заклад носив ім'я героїв-молодогвардійців на честь членів підпільної організації «Молода гвардія», що діяла під час Другої світової війни в Сорокиному.
1995 року школа стає навчально-виховним комплексом № 116 (початкова школа, гімназія з місцевим самоврядуванням), а 2005 року його перейменовано на Харківську гімназію.

## Учнівське самоврядування
Протягом більш ніж двадцяти років активно діє шкільна мерія, створена 1995 року за ініціативою тодішнього Харківського міського голови Євгена Кушнарьова.
Мерія — найвищий орган учнівського самоврядування 8—11 класів Харківської гімназії № 116 — являє собою демократичну творчу організацію. Вона формує громадянські й організаторські здібності членів учнівського самоврядування, допомагає педагогічному колективу в проведенні шкільних заходів, сама ініціює й проводить їх. Мерію формують на принципах представницької демократії, рівності всіх її учасників, підзвітності перед колективами 8—11 класів.
Цілі Мерії:
- всесторонній гармонійний розвиток особистості;
- засвоєння демократичних норм, традицій, принципів;
- долучення до ідеалів громадянського суспільства;
- формування особистості, здатної нести відповідальність за свої вчинки;
- формування патріота України, рідного міста[3];
- формування гордості за належність до учнівського колективу ХГ № 116.

Мерія провадить свою діяльність на основі таких документів:
- Декларація прав і обов'язків учнів ХГ № 116;
- Положення про мерію ХГ № 116;
- Положення про мера ХГ № 116;
- Положення про оголошення імпічменту меру ХГ № 116;
- Положення про порядок проведення референдуму в ХГ № 116.

Мера обирають щороку згідно з Положенням про вибори мера. Обраний мер дає Клятву. Мера, що не виконує покладених на нього обов'язків, можна відсторонити в порядку імпічменту.
До складу мерії входять 2 віце-мери (зі зв'язків з громадськістю та шкільний), 7 постійних комісій (навчальна, правова, комісія «Друзі малюків», комісія дозвілля, спортивна, господарська й центр інформації), Євроклуб і волонтерський корпус «Орден милосердя».

## Алея молодогвардійців

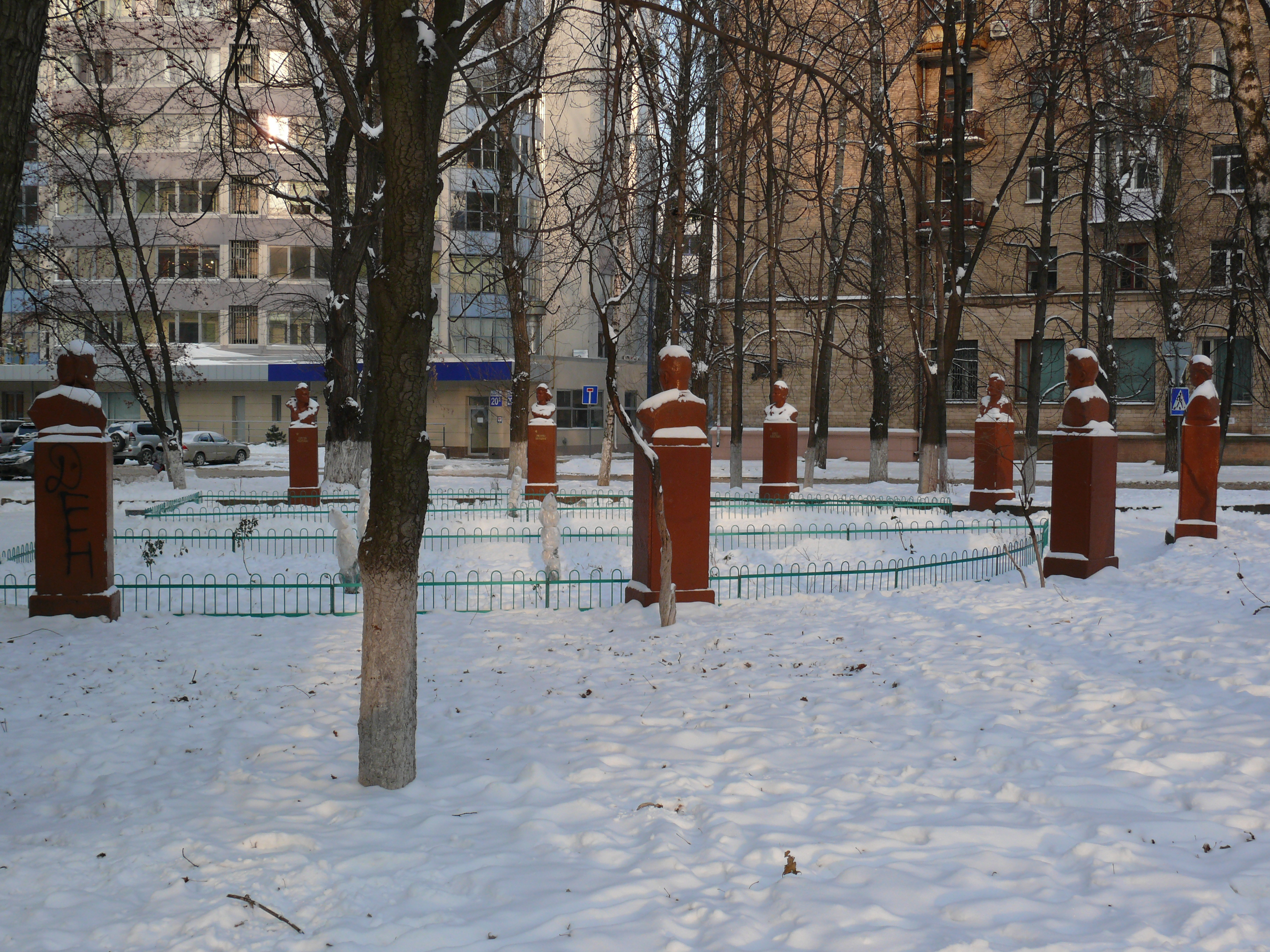
Зимова алея героїв «Молодої гвардії»

Перед школою у сквері встановлено пам'ятники восьми молодогвардійцям — юнакам та дівчатам, учасникам антинацистської підпільної організації, існування яких не доведене. Історія «Молодої гвадії», описана О. О. Фадеєвим у романі на особисте замовлення Сталіна у дуже стислі строки до 30-річчя Жовтневого перевороту, а потім зображена С. А. Герасимовим в однойменному фільмі, сильно відрізнялась від свідчень очевидців тих подій. Це визнавав і сам письменник. Утім, його версія ввійшла у радянські підручники з історії. Вісім бюстів 13 лютого 2024 року були пошкоджені, а через 2 дні демонтовані невідомими.

## Відомі випускники
- Андрій Пільщиков («Джус»; 1993—2023) — український військовий льотчик, майор, учасник російсько-української війни.